# Setanta Sports Cup 2011
Navigation
Édition précédente Édition suivante
La Setanta Sports Cup 2011 est la 6e édition de la Setanta Sports Cup, un tournoi transfrontalier qui comprend des équipes d'Irlande et d'Irlande du Nord.
La compétition doit débuter le 14 février 2011  pour se terminer par la finale fixée au 14 mai 2011.
Le tirage au sort de la compétition s’est déroulé à la mairie de Belfast le 13 décembre 2010
Le Bohemian Football Club défend le trophée remporté en 2010.

## Changements dans l’organisation
Pour la saison 2011, la Setanta Cup change une nouvelle fois son organisation pour être étendue à 12 participants. Les équipes s’affrontent sur la formule d’un tournoi par élimination directe en matchs aller-retour. Les quatre équipes considérées comme têtes de série sont exempte du premier tour et directement qualifiées pour les quarts de finale.

## Participants
Douze clubs participent à la Setanta Sports Cup 2011.
Les têtes de séries sont : 
| - Shamrock Rovers Football Club - Sligo Rovers Football Club | - Crusaders Football Club - Glentoran FC |

Les clubs participants au premier tour sont les suivants :
| - Cliftonville FC - Linfield FC - Lisburn Distillery Football Club - Portadown Football Club | - Bohemian Football Club - Dundalk Football Club - Sporting Fingal Football Club - St. Patrick's Athletic Football Club |

## Premier tour
Les clubs d’un pays rencontrent obligatoirement ceux de l’autre pays. Les deux premières rencontres se déroulent les 14 et 28 février.
| Match | Équipe 1    | Résultat | Équipe 2      | Aller | Retour |
| ----- | ----------- | -------- | ------------- | ----- | ------ |
| 1     | Linfield FC | 4-6      | Dundalk FC    | 3-5   | 1-1    |
| 2     | UC Dublin   | 0-2      | Distillery FC | 0-0   | 0-2    |

Les deux dernières rencontrent se déroulent les 21 février et 1er mars
| Match | Équipe 1        | Résultat | Équipe 2                  | Aller | Retour |
| ----- | --------------- | -------- | ------------------------- | ----- | ------ |
| 3     | Bohemian FC     | 1-4      | Portadown FC              | 1-2   | 0-2    |
| 4     | Cliftonville FC | 3-2      | St. Patrick's Athletic FC | 3-0   | 0-2    |

## Quarts de finale
Les clubs vainqueurs du premier tour rencontrent les quatre équipes qualifiées directement pour le deuxième tour (Shamrock Rovers, Sligo Rovers, Crusaders FC, Glentoran FC). Les matchs aller se disputent les 7, 14 et 28 mars 2011 et les matchs retour les 21 et 22 mars et 4 avril 2011.
Les deux premières rencontres se déroulent les 14 et 28 février
| Match | Équipe 1        | Résultat | Équipe 2        | Aller | Retour |
| ----- | --------------- | -------- | --------------- | ----- | ------ |
| 1     | Glentoran FC    | 1-2      | Dundalk FC      | 0-1   | 1-1    |
| 2     | Cliftonville FC | 10-6     | Crusaders FC    | 4-2   | 6-4    |
| 3     | Distillery FC   | 2-7      | Shamrock Rovers | 0-3   | 2-4    |
| 4     | Sligo Rovers    | 5-0      | Portadown FC    | 3-0   | 2-0    |

## Demi-finales
Les quatre vainqueurs des quarts de finale se rencontrent pour désigner les deux équipes qui disputeront la finale. Les matchs aller se disputent les 4 et 11 avril 2011 et les matchs retour les 18 et 19 avril. Le tirage au sort de ces matchs a lieu le 23 mars 2011.
Cliftonville FC est le dernier représentant de l'Irlande du Nord. Il affront trois équipes d'Irlande.
| Match | Équipe 1        | Résultat | Équipe 2        | Aller | Retour |
| ----- | --------------- | -------- | --------------- | ----- | ------ |
| 1     | Cliftonville FC | 2-5      | Dundalk FC      | 1-3   | 1-2    |
| 2     | Sligo Rovers    | 1-4      | Shamrock Rovers | 0-2   | 1-2    |

## Finale
La finale de la Setanta Cup 2011 met aux prises deux équipes irlandaises : Dundalk FC et Shamrock Rovers.
| Équipe 1   | Résultat | Équipe 2        |
| ---------- | -------- | --------------- |
| Dundalk FC | 0-2      | Shamrock Rovers |

| Finale            | Dundalk FC | 0-2   | Shamrock Rovers                        | Tallaght Stadium                           |                                            |
| 14 mai 2011 18:15 |            | (0-0) | Gary O'Neill 65e · Billy Dennehy 90+3e | Spectateurs : 4 789 Arbitrage : Alan Kelly | Spectateurs : 4 789 Arbitrage : Alan Kelly |
| 14 mai 2011 18:15 | Rapport    |       |                                        | Spectateurs : 4 789 Arbitrage : Alan Kelly | Spectateurs : 4 789 Arbitrage : Alan Kelly |

Le Shamrock Rovers Football Club remporte pour la première fois cette compétition.